# Sepp Mühlbauer
Sepp Mühlbauer, född 20 maj 1904 i Sankt Moritz i Graubünden, död 13 februari 1995 i Lausanne i Vaud, var en schweizisk backhoppare. Han var med i de olympiska vinterspelen i Sankt Moritz 1928 i backhoppning där han kom på sjunde plats.